# Птероподовый ил
Птеропо́довый ил — разновидность современных океанических глубоководных известково-глинистых илов, содержащих в большом количестве известковые раковины крылоногих моллюсков птеропод и их обломки.
Птероподовый ил на 60—80 % состоит из арагонита (CaCO3), остальную часть составляет глинистый материал. Этот вид ила встречается в тёплых, преимущественно тропических частях Мирового океана, главным образом в водах Атлантики, на глубине 700—3500 м, и занимает в общей сложности около 0,4 % площади дна Мирового океана.